# フォトバイオリアクター

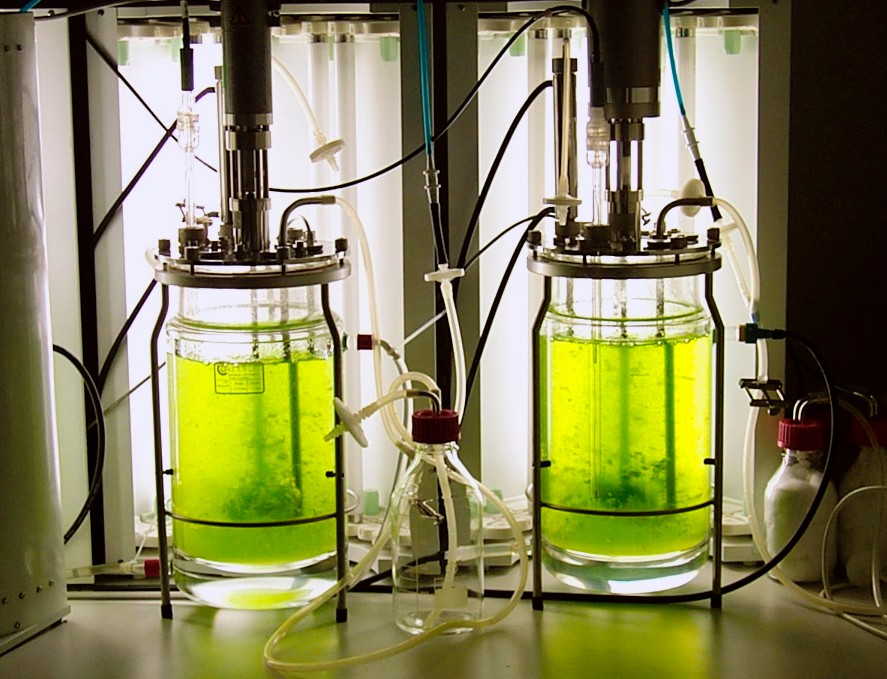
実験室規模でPhyscomitrellapatensのようなコケを栽培するためのコケフォトバイオリアクター

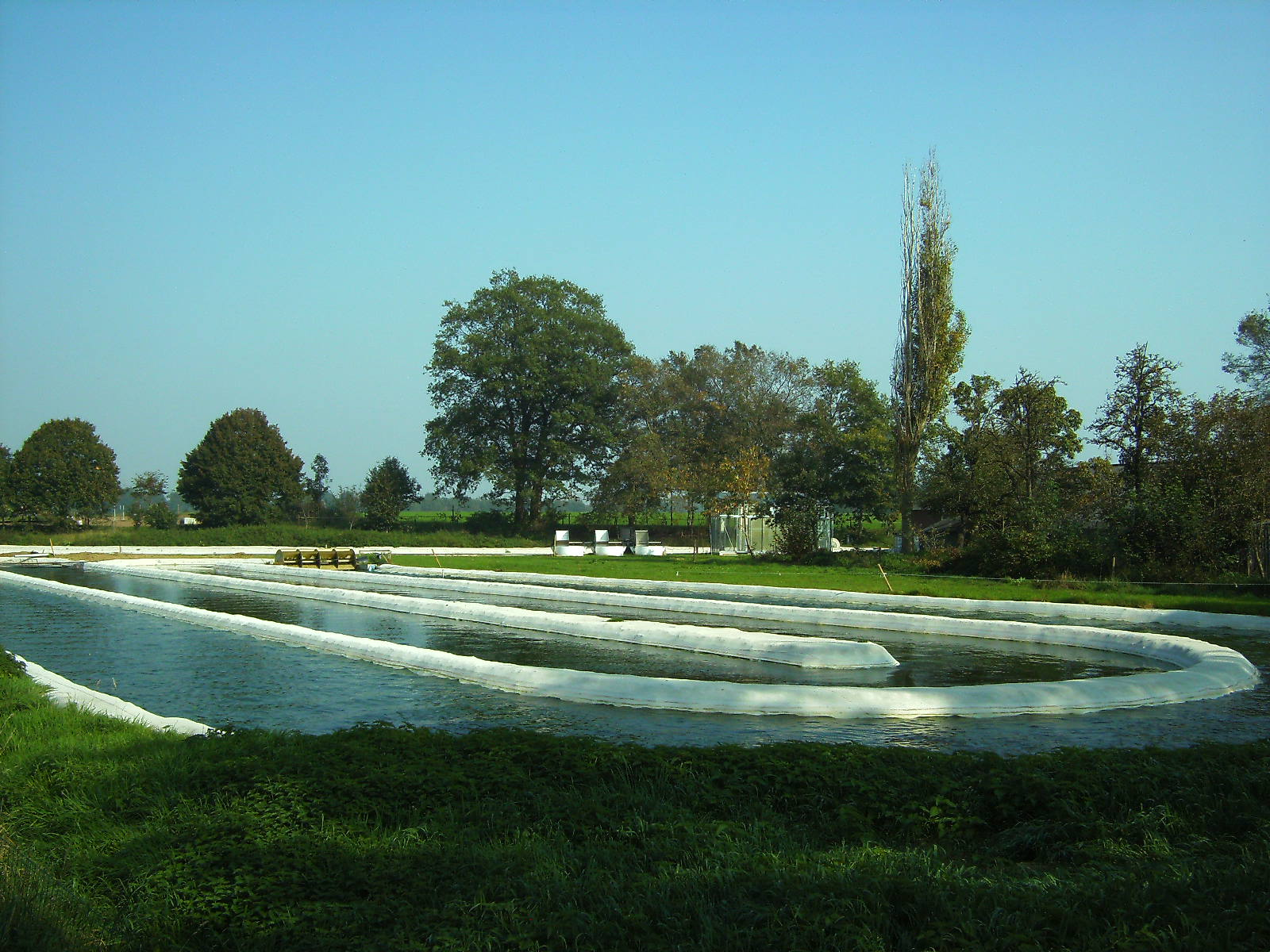
オープンレースウェイ池

フォトバイオリアクター（英語：Photobioreactor）は、光合成生物を培養するバイオリアクターである。
培養対象の生物は、植物、コケ、大型藻類、微細藻類、シアノバクテリア、紅色細菌などが挙げられる。フォトバイオリアクター内で培養される生物は、光合成によって、光と二酸化炭素からバイオマスを生成する。人工的に培養環境を制御するため、自然界に比べて培養速度が速く、高濃度の培養が可能となる。
フォトバイオリアクターの種類は、後述の通り、大別してオープンポンド方式と閉鎖系とに分かれる。オープンポンド方式は、培養液が池（ポンド）の状態で、大気との接触により、光合成に必要な二酸化炭素が供給される。逆に閉鎖系は、大気から切り離した閉じた培養環境を用いる。培養部分は、光合成のためにガラスや透明樹脂といった光を透過する素材で設計され、二酸化炭素は外部から人為的に供給する。

## オープンポンド方式
自然のオープンポンドや、人工のレースウェイ型がある。培養液はポンプや水車などで循環し、太陽光で直接照らされる。最もシンプルな培養方法ではあり、低コストである。しかし、培養液中の生物の濃度が低く、面積当たりの生産率は低い。また開放系であるため蒸発による水の損失も大きい。
レースウェイ型
流れるプールのような形状のポンドで循環をさせる。流れのための水車を併設している。大きな気候の変化や嵐のない地域に向く、低コストな方式。10-100haの広いエリアに使用可能。日本では、デンソーが熊本県に微細藻類のシュードコリシスティスの培養の実証実験で用いている。
カスケードレースウェイ型
循環するポンドで培養を行う。反対の傾斜をもつ２対のレーンで構成される。傾斜を流れていった培養液はタンクに流入し、ポンプで反対側の傾斜路に戻される。傾斜がついているためレーンは浅くても流れるため、水や栄養素を少なくすることが可能。

## 閉鎖系
閉鎖系は、理論的には光合成生物の密度が高く、回収のためにかかるエネルギーはオープンポンドに比べると少ない。また閉鎖構造であるため、水の損失や、水鳥の糞や埃など外部からのコンタミネーションを防ぐことができる。ただし、装置が大規模になると、光の減衰およびCO2需要の増加が生産性を大幅に制限することとなる。

### 管状フォトバイオリアクター

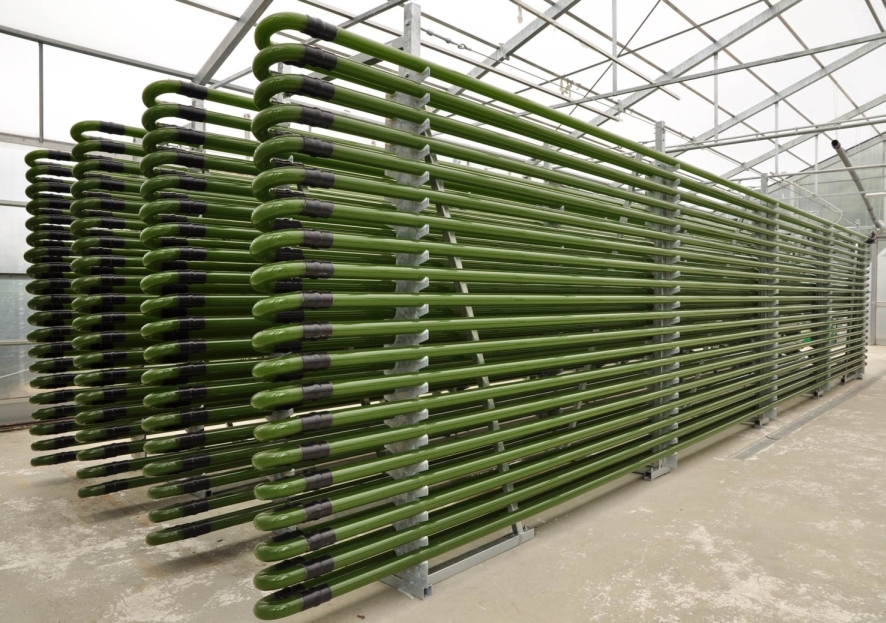
管状ガラスフォトバイオリアクター

培養をガラスやプラスチックのチューブで行う方式。チューブは、水平方向または垂直方向に設置されており、ポンプ、センサー、ヒーター、栄養素および二酸化炭素の供給を制御する必要がある。培養液中のバイオマス濃度が高く、回収エネルギーが少ない特長がある。食品サプリメントや化粧品など事業化が進んでいる。

#### 日本国内の事例
- 三菱化工機が神奈川県内に汽水性微細藻類と下水を用いた実験設備を設置している[10]。
- オーピーバイオファクトリーがハプト藻の１種であるPavlovaの商用培養に成功し、健康食品として販売をしている[11]。

### クリスマスツリーフォトバイオリアクター

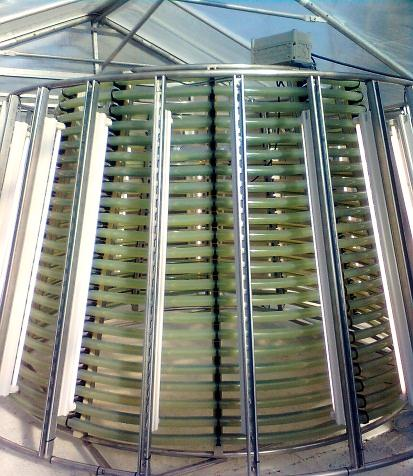
クリスマスツリーリアクター

クリスマスツリーリアクターは、螺旋状に取り付けられた半透明のダブルホース構造を持っている。その形状は、クリスマスツリーに似ているため、クリスマスツリーリアクターと呼ばれる。乱流と閉鎖系システムの組み合わせにより、クリーンな操作と高い操作の可用性が実現されている。

### プレートフォトバイオリアクター

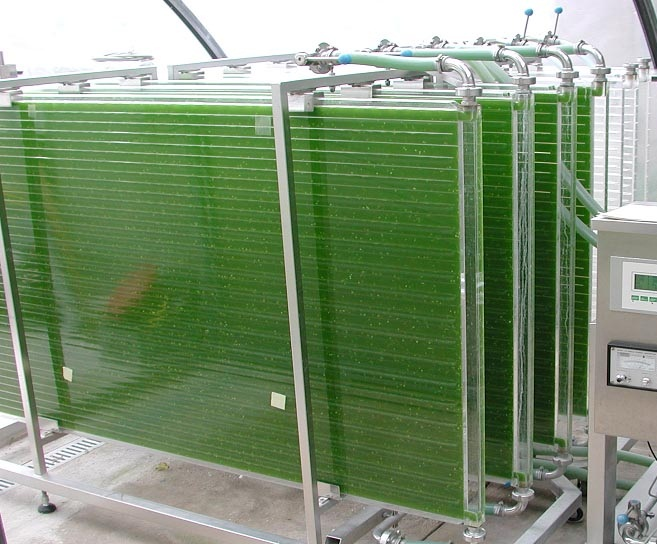
プラスチックプレートフォトバイオリアクター

プレートフォトバイオリアクター（またはフラットパネルフォトバイオリアクター）は、管状フォトバイオリアクターに比べて単純な構造であり、ガラスの他、安価なLDPEなどのプラスチック材料の使用も可能となる。
ただし、装置寿命やバイオフィルムの形成など未解決の問題ものこされている。まだこの方式では産業規模での採用には課題が残っている 。
2013年4月、ドイツのハンブルクにあるIBAでは、ガラス板のフォトバイオリアクターファサードが統合された建物の稼働を開始している。

### 水平フォトバイオリアクター

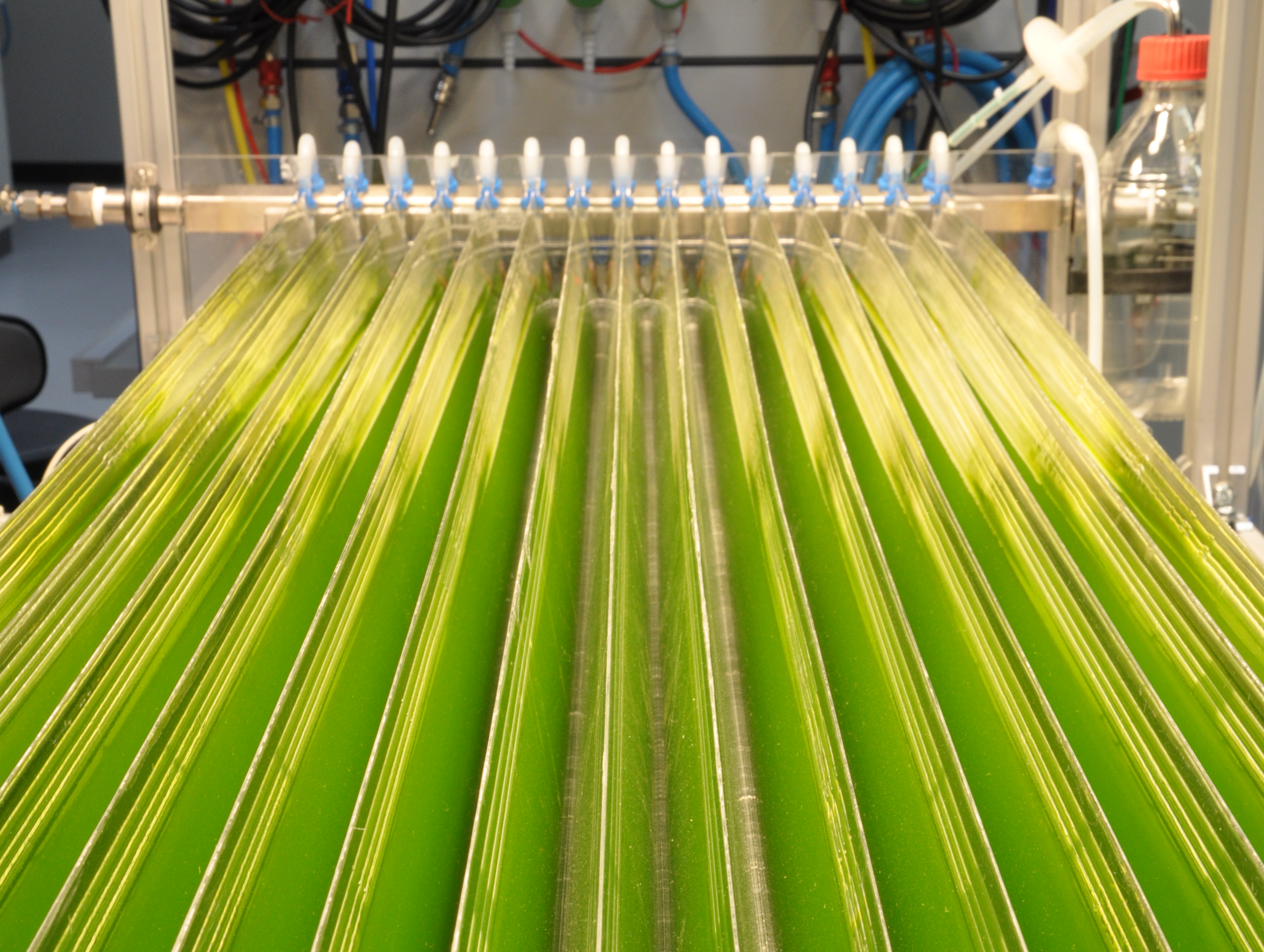
ジグザグ形状の水平フォトバイオリアクター

水平型フォトバイオリアクターは、ジグザグの板状の形状をしている。これにより表面積が大きくなり、入射光が取り入れやすくなる。培養液の撹拌はロータリーポンプによって行われ、培養液が円筒状に回転する。撹拌するエネルギが小さくて済むメリットが有る。

### 薄膜型フォトバイオリアクター
安価なPVCまたはPE膜で藻類の懸濁液を包んだ、光にさらす容器を形成する。薄膜は交換が必要であるため、ランニングコストは高い。

### 多孔質基質バイオリアクター
多孔質基質バイオリアクター（PSBR）は、ツインレイヤーシステムとも呼ばれ、微細藻類がバイオフィルムに閉じ込められている多孔質リアクター表面によって、藻類を栄養溶液から分離する新しい原理を使用している。ケルン大学で開発されている 。この新しい培養法は、懸濁液で藻類を培養する現在の技術と比較して、操作に必要な懸濁液の量を最大100分の1に削減することができ、必要なエネルギーを大幅に削減する。

## その他
培養の際の栄養素として排水を、二酸化炭素をごみ処理、発電所、工場からの排ガスから供給することもある。
また培養中の藻類がリアクターの反応器の表面に膜状に成長したものをバイオフィルムと呼ぶ。バイオフィルムが形成されると、フォトバイオリアクターの方式によっては、反応器内に光が供給されにくくなり光合成量を抑制してしまう。超音波振動などでバイオフィルムを破壊し反応器の表面から取り除く技術なども開発されている。